# Gran Premio del Úlster de Motociclismo de 1961
El Gran Premio del Ulster de Motociclismo de 1961 fue la octava prueba de la temporada 1961 del Campeonato Mundial de Motociclismo. El Gran Premio se disputó el 12 de agosto de 1961 en Dundrod.

## Resultados 500cc
Hubo un accidente al principio de la carrera, cuando Hugh Anderson se deslizó después de golpear a otro piloto, cuya máquina no se encendió. Ellis Boyce estaba detrás de Anderson, por lo que ambos tuvieron que estacionar su Norton. Tom Phillis y Roy Ingram se tocaron durante la carrera. Ambos cayeron y sus máquinas salieron volando de la pista, matando a un jefe de pista. Gary Hocking ganó la carrera con casi dos minutos de ventaja. Mike Hailwood volvió a ser segundo nuevamente por quinta vez esta temporada, pero Hocking ahora se había asegurado su título. La organización y el público esperaban una primera vuelta con 100 millas por hora en promedio en la historia, pero la lluvia lo impidió.

| Pos.    | Piloto           | Equipo    | Tiempo     | Pts. |
| ------- | ---------------- | --------- | ---------- | ---- |
| 1       | Gary Hocking     | MV Agusta | 1h 38:20.4 | 8    |
| 2       | Mike Hailwood    | Norton    | + 1:54.0   | 6    |
| 3       | Alistair King    | Norton    | + 1:55.2   | 4    |
| 4       | Ron Langston     | Matchless | + 4:29.6   | 3    |
| 5       | Peter Chatterton | Norton    | + 1 Vuelta | 2    |
| 6       | Tom Thorp        | Norton    | + 1 Vuelta | 1    |
| 7       | Tommy Robb       | Norton    | + 1 Vuelta |      |
| 8       | Jack Findlay     | Norton    | + 1 Vuelta |      |
| 9       | John Farnsworth  | Matchless | + 1 Vuelta |      |
| 10      | Mike Duff        | Matchless | + 1 Vuelta |      |
| 11      | Anssi Resko      | Norton    |            |      |
| 12      | Alf Shaw         | Norton    |            |      |
| 13      | Tommy Holmes     | Matchless |            |      |
| 14      | Jimmy Jones      | Norton    |            |      |
| 15      | John Brown       | Norton    |            |      |
| 16      | Campbell Donaghy | Norton    |            |      |
| 17      | Martin Brosnan   | Norton    |            |      |
| 18      | Dennis Craig     | Matchless |            |      |
| Ret     | Tom Phillis      | Norton    | Ret        |      |
| Ret     | John Farnsworth  | Norton    | Ret        |      |
| Ret     | Don Chapman      | Norton    | Ret        |      |
| Ret     | Ellis Boyce      | Norton    | Ret        |      |
| Ret     | John Hartle      | Norton    | Ret        |      |
| Ret     | Ralph Bryans     | Norton    | Ret        |      |
| Ret     | Roy Ingram       | Norton    | Ret        |      |
| Ret     | Hugh Anderson    | Norton    | Ret        |      |
| Fuente: |                  |           |            |      |

## Resultados 350cc
Con su victoria en la carrera de 350cc, Gary Hocking estaba a un paso de asegurarse el título mundial. František Št'astný era otra amenaza, pero se hizo mucho más pequeña cuando Alistair King terminó segundo por delante de Št'astný, que ahora tenía que ganar todas las carreras. Sin embargo, Hocking solo necesitaba dos puntos en los últimos GP, porque Št'astný tendría que restar cuatro de cada ocho puntos que anotó (los "resultados de la racha").
| Pos. | Piloto             | Equipo    | Tiempo       | Pts. |
| ---- | ------------------ | --------- | ------------ | ---- |
| 1    | Gary Hocking       | MV Agusta | 1h 35' 47.6" | 8    |
| 2    | Alistair King      | Bianchi   |              | 6    |
| 3    | František Št'astný | Jawa      |              | 4    |
| 4    | Phil Read          | Norton    |              | 3    |
| 5    | Alan Shepherd      | AJS       |              | 2    |
| 6    | Mike Duff          | AJS       |              | 1    |
| 7    | Dennis Chapman     | Norton    |              |      |
| 8    | Peter Middleton    | Norton    |              |      |
| 9    | John Farnsworth    | AJS       |              |      |
| 10   | Jack Bullock       | Norton    |              |      |
| 11   | Ronnie McBrinn     | Norton    |              |      |
| 12   | Len Ireland        | Norton    |              |      |
| 13   | Robin Fitton       | AJS       |              |      |
| 14   | Patsy McGarrity    | Norton    |              |      |
| 15   | Ernie Oliver       | Norton    |              |      |
| Ret  | Ron Langston       | AJS       | Ret          |      |
| Ret  | Bob McIntyre       | Bianchi   | Ret          |      |

## Resultados 250cc
Bob McIntyre ganó la carrera de 250cc, pero esto no amenazó el título a Mike Hailwood, que terminó segundo por delante de Jim Redman y Tom Phillis. Aún quedaban 24 puntos por disputar en los siguientes tres GP, pero debido a los resultados de la racha, nadie podía alcanzar el puntaje completo. Hailwood y Redman solo pudieron alcanzar 48 puntos, Phillis 44 puntos.
| Pos. | Piloto              | Equipo     | Tiempo    | Pts. |
| ---- | ------------------- | ---------- | --------- | ---- |
| 1    | Bob McIntyre        | Honda      | 55' 56.6" | 8    |
| 2    | Mike Hailwood       | Honda      |           | 6    |
| 3    | Jim Redman          | Honda      |           | 4    |
| 4    | Tom Phillis         | Honda      |           | 3    |
| 5    | Alan Shepherd       | MZ         |           | 2    |
| 6    | Kunimitsu Takahashi | Honda      |           | 1    |
| 7    | František Št'astný  | MZ         |           |      |
| 8    | Arthur Wheeler      | Moto Guzzi |           |      |
| 9    | Dan Shorey          | NSU        |           |      |
| 10   | Derek Chatterton    | NSU        |           |      |
| 11   | Sid Mizen           | REG        |           |      |
| 12   | C. Donaghy          | NSU        |           |      |
| 13   | Siegfried Lohmann   | Adler      |           |      |
| Ret  | John Hartle         | Honda      | Ret       |      |

## Resultados 125cc
Kunimitsu Takahashi, que también había ganado el GP de Alemania, se convirtió en el primer piloto japonés en ganar un Gran Premio de 125cc en Ulster. Sin embargo, eso no influía en la general. Ernst Degner terminó segundo, y Tom Phillis, tercero. Sin embargo, Degner tendría que ganar dos carreras más para mantener a Phillis fuera del título, y Phillis no anotó puntos.
| Pos. | Piloto              | Equipo    | Tiempo    | Pts. |
| ---- | ------------------- | --------- | --------- | ---- |
| 1    | Kunimitsu Takahashi | Honda     | 50' 50.6" | 8    |
| 2    | Ernst Degner        | MZ        | + 1.2     | 6    |
| 3    | Tom Phillis         | Honda     | + 3.0     | 4    |
| 4    | Jim Redman          | Honda     | + 3.2     | 3    |
| 5    | Mike Hailwood       | Honda     | + 48.4    | 2    |
| 6    | Luigi Taveri        | Honda     | + 1' 22.6 | 1    |
| 7    | Teisuke Tanaka      | König     |           |      |
| 8    | Rex Avery           | EMC       |           |      |
| 9    | Arthur Wheeler      | Ducati    |           |      |
| 10   | Dan Shorey          | Bultaco   |           |      |
| 11   | Leif Smedh          | Montesa   |           |      |
| 12   | G. G. Carter        | Honda     |           |      |
| 13   | W. Friend           | MV Agusta |           |      |
| Ret  | Alan Shepherd       | MZ        | Ret       |      |
| Ret  | John Hartle         | Honda     | Ret       |      |
| Ret  | František Št'astný  | MZ        | Ret       |      |